# Ophion minutus
Ophion minutus är en stekelart som beskrevs av Joseph Kriechbaumer 1879. Ophion minutus ingår i släktet Ophion och familjen brokparasitsteklar. Arten är reproducerande i Sverige. Inga underarter finns listade i Catalogue of Life.